# Liste der Bodendenkmäler in Reichersbeuern
Auf dieser Seite sind die Bodendenkmäler in der oberbayerischen Gemeinde Reichersbeuern zusammengestellt. Diese Tabelle ist eine Teilliste der Liste der Bodendenkmäler in Bayern. Grundlage ist die Bayerische Denkmalliste, die auf Basis des Bayerischen Denkmalschutzgesetzes vom 1. Oktober 1973 erstmals erstellt wurde und seither durch das Bayerische Landesamt für Denkmalpflege geführt wird. Die folgenden Angaben ersetzen nicht die rechtsverbindliche Auskunft der Denkmalschutzbehörde.

## Bodendenkmäler der Gemeinde Reichersbeuern

### Bodendenkmäler in der Gemarkung Reichersbeuern
| Lage                                         | Objekt | Akten-Nr.     | Bild           |
| -------------------------------------------- | --- | ------------- | -------------- |
| Reichersbeuern (Standort)                    | Körpergräber des frühen Mittelalters. | D-1-8235-0011 |                |
| Reichersbeuern (Standort)                    | Grabhügel mit Bestattungen der Bronzezeit. | D-1-8235-0012 |                |
| Reichersbeuern (Standort)                    | Siedlung des späten Neolithikums. | D-1-8235-0015 |                |
| Reichersbeuern (Standort)                    | Siedlung vorgeschichtlicher Zeitstellung. | D-1-8235-0032 |                |
| Reichersbeuern Nähe Tölzer Straße (Standort) | Untertägige mittelalterliche und frühneuzeitliche Befunde im Bereich der Katholischen Pfarrkirche St. Korbinian in Reichersbeuern und ihrer Vorgängerbauten. Siehe auch: St. Korbinian (Reichersbeuern) | D-1-8235-0067 | weitere Bilder |
| Reichersbeuern Schloßweg 1 a (Standort)      | Untertägige mittelalterliche und frühneuzeitliche Befunde im Bereich von Schloss Sigriz in Reichersbeuern und seiner Vorgängerbauten. Siehe auch: Schloss Reichersbeuern                                | D-1-8235-0068 | weitere Bilder |